# Liste des bourgmestres wallons entre 2013 et 2018
Ceci est une liste des bourgmestres en Région wallonne, selon le résultat des élections communales de 2012,.

## Région wallonne

### Province du Brabant wallon
| Commune                    | Bourgmestre               | Parti ou liste                                       |
| -------------------------- | ------------------------- | ---------------------------------------------------- |
| Beauvechain                | Marc Deconinck            | Entente Communale (EC)                               |
| Braine-l'Alleud            | Vincent Scourneau         | LB (MR)                                              |
| Braine-le-Château          | Alain Fauconnier          | Renouveau Brainois (RB)                              |
| Chastre                    | Claude Jossart            | Intérêts Citoyens Réunis (ICR) (MR)                  |
| Chaumont-Gistoux           | Luc Decorte               | Avenir et Renouveau Communal 2012 (ARC 2012) (MR)    |
| Court-Saint-Étienne        | Michaël Goblet d'Alviella | Liste Maïeur (MR)                                    |
| Genappe                    | Gerard Couronné           | MR-Intérêts communaux                                |
| Grez-Doiceau               | Sybille de Coster-Bauchau | Alliance Communale (AC) (MR)                         |
| Hélécine                   | Rudi Cloots               | Union Communale (UC) (cdH)                           |
| Incourt                    | Léon Walry                | Ensemble Pour Incourt (EPI) (PS )                    |
| Ittre                      | Ferdinand Jolly           | IC (cdH)                                             |
| Jodoigne                   | Jean-Paul Wahl            | Union Communale (UC) (MR)                            |
| La Hulpe                   | Christophe Dister         | LB (MR)                                              |
| Lasne                      | Laurence Rotthier         | MR-IC                                                |
| Mont-Saint-Guibert         | Philippe Evrard           | Ecolo                                                |
| Nivelles                   | Pierre Huart              | LB (MR)                                              |
| Orp-Jauche                 | Hugues Ghenne             | Union Politique (UP)                                 |
| Ottignies-Louvain-la-Neuve | Jean-Luc Roland           | Ecolo                                                |
| Perwez                     | André Antoine             | Dialogue et Renouveau Communal PluS (DRC PluS) (cdH) |
| Ramillies                  | Danny Degrauwe            | IC (PS)                                              |
| Rebecq                     | Dimitri Legasse           | ac (PS)                                              |
| Rixensart                  | Jean Vanderbecken         | Nouvelle Alliance Pluraliste (NAP)-MR                |
| Tubize                     | Michel Januth             | PS                                                   |
| Villers-la-Ville           | Emmanuel Burton           | MR                                                   |
| Walhain                    | Laurence Smets            | WAL1 (PS)                                            |
| Waterloo                   | Florence Reuter           | MR                                                   |
| Wavre                      | Charles Michel            | LB (MR)                                              |

### Province de Hainaut
| Commune                 | Bourgmestre               | Parti ou liste                              |
| ----------------------- | ------------------------- | ------------------------------------------- |
| Aiseau-Presles          | Jean Fersini              | PS                                          |
| Anderlues               | Philippe Tison            | PS                                          |
| Antoing                 | Bernard Bauwens           | PS                                          |
| Ath                     | Marc Duvivier             | PS                                          |
| Beaumont                | Charles Dupuis            | Intérêts Communaux Indépendants (ICI) cdH   |
| Belœil                  | Luc Vansaingele           | PS                                          |
| Bernissart              | Roger Vanderstraeten      | PS                                          |
| Binche                  | Laurent Devin             | PS                                          |
| Boussu                  | Jean-Claude Debiève       | PS                                          |
| Braine-le-Comte         | Maxime Daye               | Braine MR                                   |
| Brugelette              | André Desmarlières        | PS                                          |
| Brunehaut               | Pierre Wacquier           | PS                                          |
| Celles                  | Véronique Durenne         | MR                                          |
| Chapelle-lez-Herlaimont | Karl De Vos               | PS                                          |
| Charleroi               | Paul Magnette             | PS                                          |
| Châtelet                | Daniel Vanderlick         | PS                                          |
| Chièvres                | Bruno Lefebvre            | PS                                          |
| Chimay                  | Françoise Fassiaux-Looten | Bouge + PS                                  |
| Colfontaine             | Luciano d'Antonio         | PS                                          |
| Comines-Warneton        | Gilbert Deleu             | Action cdH                                  |
| Courcelles              | Caroline Taquin           | MR                                          |
| Dour                    | Carlo Di Antonio          | Dour Renouveau Plus (DR Plus) cdH           |
| Écaussinnes             | Xavier Dupont             | PS                                          |
| Ellezelles              | Ides Cauchie              | cdH                                         |
| Enghien                 | Olivier Saint-Amand       | Ecolo                                       |
| Erquelinnes             | David Lavaux              | IC cdH                                      |
| Estaimpuis              | Daniel Senesael           | PS                                          |
| Estinnes                | Aurore Tourneur           | Entente pour un Mouvement Citoyen (EMC) cdH |
| Farciennes              | Hugues Bayet              | PS                                          |
| Fleurus                 | Jean-Luc Borremans        | PS                                          |
| Flobecq                 | Philippe Mettens          | PS                                          |
| Fontaine-l'Évêque       | Noël Van Kerckhoven       | PS                                          |
| Frameries               | Jean-Marc Dupont          | PS                                          |
| Frasnes-lez-Anvaing     | Jean-Luc Crucke           | MR                                          |
| Froidchapelle           | Willy Decuir              | Entente Communale (EC) MR                   |
| Gerpinnes               | Philippe Busine           | cdH                                         |
| Ham-sur-Heure-Nalinnes  | Yves Binon                | MR                                          |
| Hensies                 | Éric Thiébaut             | PS                                          |
| Honnelles               | Bernard Paget             | PS                                          |
| Jurbise                 | Jacqueline Galant         | LB MR                                       |
| La Louvière             | Jacques Gobert            | PS                                          |
| Le Rœulx                | Benoît Friart             | IC MR                                       |
| Lens                    | Isabelle Galant           | MR                                          |
| Les Bons Villers        | Mathieu Perin             | Citoyens bonvillersois-                     |
| Lessines                | Pascal De Handschutter    | PS                                          |
| Leuze-en-Hainaut        | Christian Brotcorne       | Idées cdH                                   |
| Lobbes                  | Marcel Basile             | cdH                                         |
| Manage                  | Pascal Hoyaux             | PS                                          |
| Merbes-le-Château       | Philippe Lejeune          | PS                                          |
| Momignies               | Albert Depret             | MR-PS                                       |
| Mons                    | Elio Di Rupo              | PS                                          |
| Mont-de-l'Enclus        | Jean-Pierre Bourdeaud'huy | MR                                          |
| Montigny-le-Tilleul     | Marie-Hélène Knoops       | MR                                          |
| Morlanwelz              | Christian Moureau         | PS                                          |
| Mouscron                | Alfred Gadenne            | cdH                                         |
| Pecq                    | Marc D'haene              | Groupe d'Ouverture (GO) cdH                 |
| Péruwelz                | Daniel Westrade           | PS                                          |
| Pont-à-Celles           | Christian Dupont          | PS                                          |
| Quaregnon               | Jean-Pierre Lepine        | PS                                          |
| Quévy                   | Florence Lecompte         | PS                                          |
| Quiévrain               | Véronique Damée           | Changer MR                                  |
| Rumes                   | Michel Casterman          | IC cdH                                      |
| Saint-Ghislain          | Daniel Olivier            | PS                                          |
| Seneffe                 | Bénédicte Poll            | MR-IC                                       |
| Silly                   | Christian Leclercq        | LB MR                                       |
| Sivry-Rance             | Jean-Francois Gatelier    | Mouvement d'Intérêts Locaux (MIL) cdH       |
| Soignies                | Marc de Saint Moulin      | PS                                          |
| Thuin                   | Paul Furlan               | PS                                          |
| Tournai                 | Rudy Demotte              | PS                                          |

### Province de Liège
| Commune                 | Bourgmestre                                          | Parti ou liste                                |
| ----------------------- | ---------------------------------------------------- | --------------------------------------------- |
| Amay                    | Jean-Michel Javaux                                   | Ecolo                                         |
| Amel                    | Klaus Schumacher                                     | Gemeinde Interessen (GI)                      |
| Ans                     | Grégory Philippin                                    | PS                                            |
| Anthisnes               | Marc Tarabella                                       | PS-IC                                         |
| Aubel                   | Jean-Claude Meurens                                  | Aubel Demain MR                               |
| Awans                   | André Vrancken                                       | PS                                            |
| Aywaille                | Philippe Dodrimont                                   | Ensemble MR                                   |
| Baelen                  | Maurice Fyon                                         | Alliance Communale Baelen Membach (ACBM) PS   |
| Bassenge                | Josly Piette                                         | cdH                                           |
| Berloz                  | Joseph Dedry                                         | IC                                            |
| Beyne-Heusay            | Serge Cappa                                          | PS                                            |
| Blegny                  | Marc Bolland                                         | PS                                            |
| Braives                 | Pol Guillaume                                        | Entente Communale (EC) MR                     |
| Bullange                | Friedhelm Wirtz                                      | Liste Wirtz                                   |
| Burdinne                | Luc Gustin                                           | IC MR                                         |
| Burg-Reuland            | Joseph Maraite                                       | Gemeinde Interessen (GI) cdH                  |
| Butgenbach              | Emil Dannemark                                       | Freie BürgerListe (FBL) (MR                   |
| Chaudfontaine           | Daniel Bacquelaine                                   | MR-IC                                         |
| Clavier                 | Philippe Dubois                                      | IC MR                                         |
| Comblain-au-Pont        | Jean-Christophe Henon                                | IC-PS-cdH                                     |
| Crisnée                 | Philippe Goffin                                      | Liste Maïeur MR                               |
| Dalhem                  | Arnaud Dewez                                         | MR                                            |
| Dison                   | Yvan Ylieff                                          | PS                                            |
| Donceel                 | Jean-Luc Boxus                                       | IC                                            |
| Engis                   | Serge Manzato                                        | PS                                            |
| Esneux                  | Laura Iker                                           | MR                                            |
| Eupen                   | Karl-Heinz Klinkenberg                               | (PFF-MR)                                      |
| Faimes                  | Marie-Alice Corswarem-Vandereyken                    | Équipe de Faimes (EDF) MR                     |
| Ferrières               | Frédéric Léonard                                     | Rassemblement pour Ferrières (RpF) PS         |
| Fexhe-le-Haut-Clocher   | Henri Christophe                                     | Liste Mayeur MR                               |
| Flémalle                | Isabelle Simonis                                     | Parti socialiste                              |
| Fléron                  | Roger Lespagnard                                     | IC cdH                                        |
| Geer                    | Michel Dombret                                       | Intérêts communaux MR                         |
| Grâce-Hollogne          | Maurice Mottard                                      | PS                                            |
| Hamoir                  | Patrick Lecerf                                       | IC MR                                         |
| Hannut                  | Hervé Jamar                                          | MR                                            |
| Héron                   | Éric Hautphenne                                      | PS                                            |
| Herstal                 | Frédéric Daerden                                     | PS                                            |
| Herve                   | Pierre-Yves Jeholet                                  | Herve DeMain (HDM) MR                         |
| Huy                     | Alexis Housiaux                                      | PS                                            |
| Jalhay                  | Michel Fransolet                                     | MR-IC-Entente Jalhay Sart (EJS) (MR)          |
| Juprelle                | Christine Servaes                                    | IC cdH                                        |
| La Calamine             | Ludwig Goebbels                                      | PFF-MR                                        |
| Liège                   | Willy Demeyer                                        | PS                                            |
| Lierneux                | Louis Gaiotti                                        | Ré-Agissons cdH                               |
| Limbourg                | Valérie Fautre-Dejardin                              | PS                                            |
| Lincent                 | Yves Kinnard                                         | MR-cdH-Ecolo MR                               |
| Lontzen                 | Alfred Lecerf                                        | Union cdH                                     |
| Malmedy                 | Jean-Paul Bastin                                     | Alternative cdH                               |
| Marchin                 | Eric Lomba                                           | PS                                            |
| Modave                  | Jeanne Defays-Damoiseau                              | OSE cdH                                       |
| Nandrin                 | Michel Lemmens                                       | Expressions Communes (Exp. Communes) PS       |
| Neupré                  | Arthur Cortis                                        | PS                                            |
| Olne                    | Ghislain Senden                                      | Rassemblement Autour du Bourgmestre (RAB) cdH |
| Oreye                   | Isabelle Albert                                      | PS                                            |
| Ouffet                  | Caroline Cassart-Mailleux                            | Entente Communale (EC) MR                     |
| Oupeye                  | Mauro Lenzini                                        | PS                                            |
| Pepinster               | Philippe Godin                                       | Pepin                                         |
| Plombières              | Thierry Wimmer                                       | Union pour le Renouveau à Plombières (URP)    |
| Raeren                  | Hans-Dieter Laschet                                  | Mit Uns MR                                    |
| Remicourt               | Thierry Missaire                                     | E.C. MR                                       |
| Saint-Georges-sur-Meuse | Francis Dejon                                        | Ensemble cdH                                  |
| Saint-Nicolas           | Jacques Heleven                                      | PS                                            |
| Saint-Vith              | Christian Krings                                     | Krings-Freie BürgerListe (FBL) cdH            |
| Seraing                 | Alain Mathot                                         | PS                                            |
| Soumagne                | Charles Janssens                                     | PS                                            |
| Spa                     | Joseph Houssa                                        | MR                                            |
| Sprimont                | Claude Ancion                                        | Bourgmestre MR                                |
| Stavelot                | Thierry De Bournonville                              | MR-LB                                         |
| Stoumont                | Didier Gilkinet                                      | Vivrensemble PS                               |
| Theux                   | Philippe Boury                                       | Intérêts Franchimontois Réunis (IFR) MR       |
| Thimister-Clermont      | Didier D'oultremont                                  | Entente des Intérêts Communaux (EIC) cdH      |
| Tinlot                  | Cécile Louviaux-Thomas                               | Tinlot Participation (TP) cdH                 |
| Trois-Ponts             | Francis Bairin                                       | Défi MR                                       |
| Trooz                   | Fabien Beltran                                       | PS                                            |
| Verlaine                | Hubert Jonet                                         | IC MR                                         |
| Verviers                | Marc Elsen                                           | cdH                                           |
| Villers-le-Bouillet     | Charles Wery (2013-2015) Aline Devillers (2016-2018) | Ensemble                                      |
| Visé                    | Marcel Neven                                         | MR                                            |
| Waimes                  | Daniel Stoffels                                      | Waimes Demain                                 |
| Wanze                   | Claude Parmentier                                    | PS                                            |
| Waremme                 | Jacques Chabot                                       | PS                                            |
| Wasseiges               | Joseph Haquin                                        | Union Communale (UC) MR                       |
| Welkenraedt             | Jean-Luc Nix                                         | MR-IC                                         |

### Province de Luxembourg
| Commune             | Bourgmestre             | Parti ou liste                           |
| ------------------- | ----------------------- | ---------------------------------------- |
| Arlon               | Vincent Magnus          | cdH                                      |
| Attert              | Josy Arens              | Ensemble cdH                             |
| Aubange             | Véronique Biordi-Taddei | Avec Vous ! (PS)                         |
| Bastogne            | Benoît Lutgen           | cdH                                      |
| Bertogne            | Christian Glaude        | Gestion Citoyenne (GC) cdH               |
| Bertrix             | Michel Hardy            | Action (MR)                              |
| Bouillon            | André Defat             | CAP (MR)                                 |
| Chiny               | Sébastian Pirlot        | Député-Maire (PS)                        |
| Daverdisse          | Maxime Léonet           | Unir, Gérer, Servir (UGS)                |
| Durbuy              | Philippe Bontemps       | Bourgmestre cdH                          |
| Érezée              | Michel Jacquet          | IC (MR)                                  |
| Étalle              | Guy Charlier            | Mayeur                                   |
| Fauvillers          | Nicolas Stilmant        | Ecolo                                    |
| Florenville         | Sylvie Théodore         | Agir pour Vous cdH                       |
| Gouvy               | Claudy Leruse           | Ensemble (PS)                            |
| Habay               | Isabelle Poncelet       | Vouloir cdH                              |
| Herbeumont          | Catherine Mathelin      | Action cdH                               |
| Hotton              | Jacques Chaplier        | Entente Communale (EC) cdH               |
| Houffalize          | Marc Caprasse           | GS cdH                                   |
| La Roche-en-Ardenne | Guy Gilloteaux          | Avec Vous (MR)                           |
| Léglise             | Francis Demasy          | Renouveau Ensemble (R. Ensemble) (cdH)   |
| Libin               | Anne Laffut             | Horizon 2018 (MR)                        |
| Libramont-Chevigny  | Pierre Arnould          | Chevigny (CHEVI) (MR)                    |
| Manhay              | Robert Wuidar           | MR                                       |
| Marche-en-Famenne   | André Bouchat           | cdH                                      |
| Martelange          | Daniel Waty             | Union Communale (UC) cdH                 |
| Meix-devant-Virton  | Pascal François         | Maïeur (PS)                              |
| Messancy            | Roger Kirsch            | Union Communale (UC) cdH                 |
| Musson              | Michel Yans             | PS                                       |
| Nassogne            | Marc Quirynen           | IC cdH                                   |
| Neufchâteau         | Dimitri Fourny          | Agir Ensemble cdH                        |
| Paliseul            | Freddy Arnould          | Autrement (MR)                           |
| Rendeux             | Lucienne Dethier        | Gestion Citoyenne (GC) cdH               |
| Rouvroy             | Carmen Ramlot           | Gestion Ouverture (GO) cdH               |
| Saint-Hubert        | Jean-Luc Henneaux       | Cap 2012 cdH                             |
| Saint-Léger         | Alain Rongvaux          | Liste Mayeur (PS)                        |
| Sainte-Ode          | Joël Tanghe             | Ensemble (PS)                            |
| Tellin              | Jean-Pierre Magnette    | Ensemble, Développons l'Avenir (EDA) cdH |
| Tenneville          | Marc Gauthier           | IC cdH                                   |
| Tintigny            | Benoît Piedboeuf        | À Venir (MR)                             |
| Vaux-sur-Sûre       | Yves Besseling          | Bourgmestre (MR)                         |
| Vielsalm            | Élie Deblire            | Bourgmestre cdH                          |
| Virton              | François Culot          | IC                                       |
| Wellin              | Anne Bughin-Weinquin    | cdH                                      |

### Province de Namur
| Commune            | Bourgmestre                                                  | Parti ou liste                                 |
| ------------------ | ------------------------------------------------------------ | ---------------------------------------------- |
| Andenne            | Claude Eerdekens                                             | PS                                             |
| Anhée              | Luc Piette                                                   | IC (cdH)                                       |
| Assesse            | Pierre Tasiaux remplacé par Dany Weverbergh en décembre 2017 | ACOR (cdH)                                     |
| Beauraing          | Marc Lejeune                                                 | Énergies (cdH)                                 |
| Bièvre             | David Clarinval                                              | Ensemble Pour Vous (EPV) (MR)                  |
| Cerfontaine        | Christophe Bombled                                           | MR-IC                                          |
| Ciney              | Jean-Marie Cheffert                                          | Union (MR)                                     |
| Couvin             | Raymond Douniaux                                             | PS                                             |
| Dinant             | Richard Fournaux                                             | LdB (MR)                                       |
| Doische            | Pascal Jacquiez                                              | MR                                             |
| Éghezée            | Dominique Van Roy                                            | Ensemble Pour Vous (EPV) (MR)                  |
| Fernelmont         | Jean-Claude Nihoul                                           | (LdB) (cdH)                                    |
| Floreffe           | André Bodson                                                 | Rassemblement Pour Floreffe (RPF) (cdH)        |
| Florennes          | Pierre Helson                                                | Union des 11 Communes (U.11.C) (MR)            |
| Fosses-la-Ville    | Gaëtan De Bilderling                                         | Union démocratique (UD)                        |
| Gedinne            | Vincent Massinon                                             | Gedinne2012 (MR)                               |
| Gembloux           | Benoît Dispa                                                 | Bailli (cdH)                                   |
| Gesves             | José Paulet                                                  | Gesves Encore Mieux (GEM) (MR)                 |
| Hamois             | Luc Jadot                                                    | Ensemble 2012 (cdH)                            |
| Hastière           | Claude Bultot                                                | Union (PS)                                     |
| Havelange          | Nathalie Demoulin-Demanet                                    | A.E (MR)                                       |
| Houyet             | Yvan Petit                                                   | Action Communale (AC) (PS)                     |
| Jemeppe-sur-Sambre | Stéphanie Thoron                                             | MR                                             |
| La Bruyère         | Robert Cappe                                                 | MR                                             |
| Mettet             | Yves Delforge                                                | Intérêts Communaux Action Progrès (ICAP) (cdH) |
| Namur              | Maxime Prévot                                                | cdH                                            |
| Ohey               | Christophe Gilon                                             | Ensemble Changeons Ohey (EChO) (cdH)           |
| Onhaye             | Christophe Bastin                                            | Intérêts communaux Onhaye (ICO) (cdH)          |
| Philippeville      | Jean-Marie Delpire                                           | MR                                             |
| Profondeville      | Luc Delire                                                   | IC (MR)                                        |
| Rochefort          | François Bellot                                              | MR-IC                                          |
| Sambreville        | Jean-Charles Luperto                                         | PS                                             |
| Sombreffe          | Philippe Lecomte                                             | (MR)                                           |
| Somme-Leuze        | Valérie Lecomte                                              | Union Communale (UC) (MR)                      |
| Viroinval          | Bruno Buchet                                                 | Pour (PS)                                      |
| Vresse-sur-Semois  | Albert Leduc                                                 | Liste Du Mayeur (LDM) (cdH)                    |
| Walcourt           | Christine Poulin                                             | PS                                             |
| Yvoir              | Etienne Defresne                                             | LB 2012 (MR)                                   |